# Charles Hope (Lord Granton)
Pour les articles homonymes, voir Hope.
Charles Hope (29 juin 1763 - 30 octobre 1851) est un homme politique écossais et un juge.

## Biographie
Il est le fils aîné de Mary Breton, fille unique d'Eliab Breton de Forty Hill, d'Enfield (petite-fille de Sir William Wolstenholme) et de John Hope (écrivain) (en), député de West Lothian, et petit-fils de Charles Hope. Il fait ses études à la Enfield Grammar School, puis à la Edinburgh High School, où il est en 1777 le dux latin. Après avoir étudié le droit à l'Université d'Édimbourg, il est admis comme avocat le 11 décembre 1784 et le 25 mars 1786, il est nommé procureur fiscal .

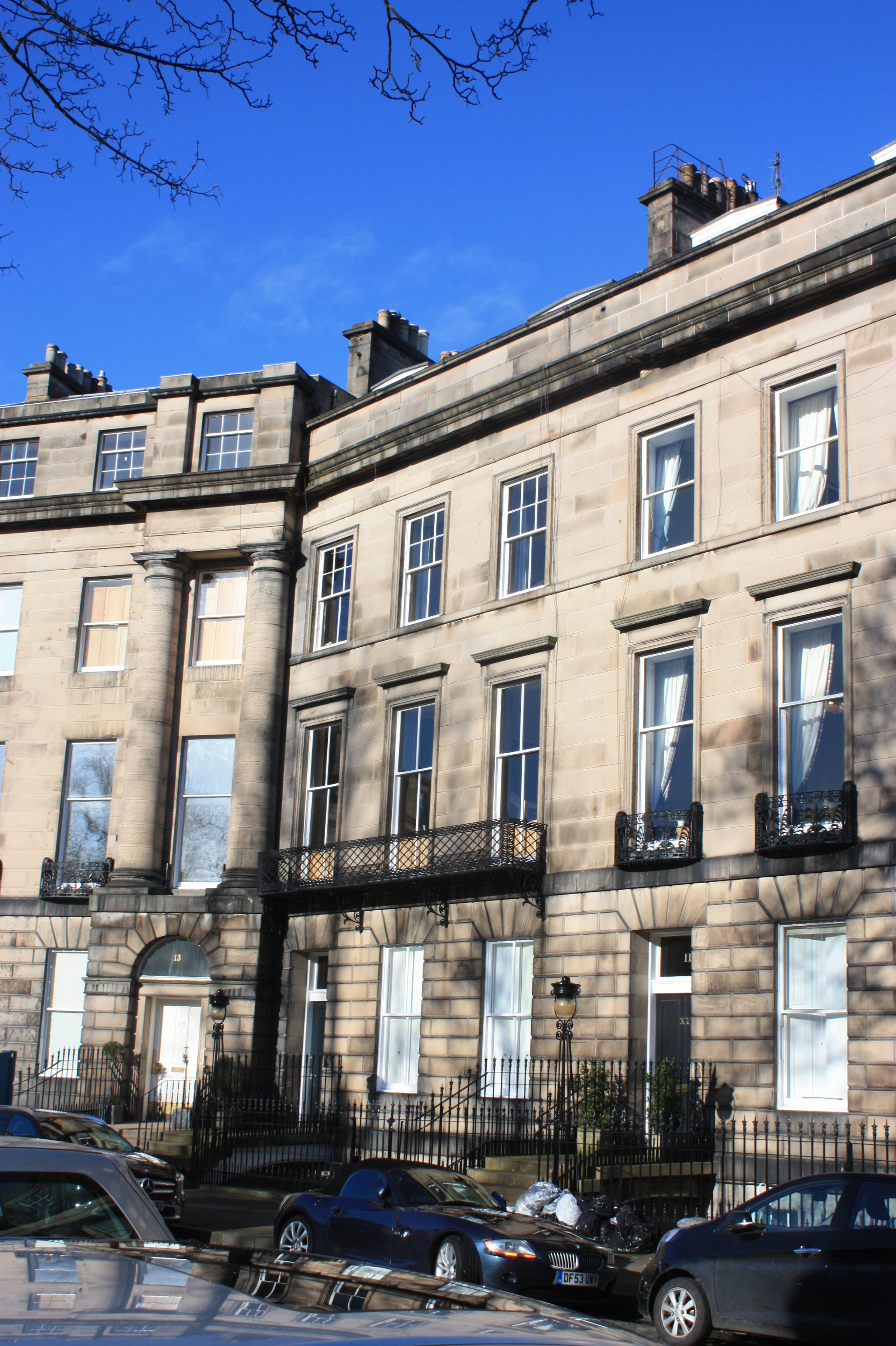
La maison de ville de Lord Granton à Édimbourg au 12 Moray Place

En 1788, il est élu membre de la Royal Society of Edinburgh. Ses proposants étaient Allan Maconochie (Lord Meadowbank) (en), James Gregory et le mathématicien John Playfair .
Bien qu'il ne soit pas remarqué en tant qu'avocat, il est un orateur accompli et, à ce titre, il s'est rendu utile lors des réunions politiques des conservateurs. Le 5 juin 1792, il devient shérif d'Orkney et, en juin 1801, il est nommé Lord Advocate sous l'administration Addington dans la chambre de Robert Dundas d'Arniston. Peu de temps après, on lui propose d'être freeman de la ville d’Édimbourg, ainsi qu’une plaque, pour son aide aux magistrats dans l’obtention d’une loi pour les pauvres de la ville .
Aux élections générales de juillet 1802, il est élu à la Chambre des communes pour le district de Dumfries, mais démissionne de son siège lorsque Henry Dundas (1er vicomte Melville) passe à la chambre haute et il est élu sans opposition pour la ville d'Édimbourg (janvier 1803). Au cours de son service en tant que Lord Advocate, Hope passe devant la Chambre des communes la loi sur les maîtres d'école paroissiaux écossais (43 Geo. III, c. 54), en vertu de laquelle les autorités chargées de la construction d'écoles sont également obligées de construire des maisons comportant au moins deux pièces pour les maîtres d'école .
Son seul discours dans les «débats parlementaires» est celui prononcé pour sa propre défense lors du débat sur la motion de Whitbread relative à la production de documents relatifs à la censure de Hope contre un agriculteur du Banffshire nommé Morison, qui avait congédié son serviteur pour avoir assisté à des exercices d'un régiment de volontaires. Hope forme une défense ingénieuse et donne une description vivante des tâches multiples de son poste mais, bien que le dossier soit contre lui, la motion, après un grand débat de parti auquel Pitt et Fox ont pris part, est rejetée par 159 voix contre 82 .
Le 20 novembre 1804, il est nommé Lord of Session ordinaire et Lord Justice Clerk à la place de David Rae (Lord Eskgrove) (en), et assume le titre de Lord Granton le 6 décembre 1804. Le 12 novembre 1811, il succède à Robert Blair (Lord Avontoun) (en) en tant que Lord Président de la Cour de session, remplacé en tant que Lord Justice Clerk par David Boyle (Lord Boyle) (en). En 1820, il préside la commission spéciale pour le procès de haute trahison à Glasgow et, le 17 août 1822, il est admis au Conseil privé à Holyrood House. Le 29 juillet 1823, il est nommé, avec son fils aîné John, à la Commission d'enquête sur les procédures et le déroulement des appels en Écosse. À la mort de James Graham, en décembre 1836, Hope devient Lord Justice General, le poste étant réuni à celui de lord président de la cour de séance. Il prend sa retraite du banc à l'automne de 1841 et David Boyle lui succède en tant que Lord President .
Il meurt à son domicile le 12 octobre 1851, à l'âge de 89 ans, au 12 Moray Place, à Édimbourg . Il est inhumé dans le mausolée de la Hopetoun House le 4 novembre 1851 .

## Famille
Le 8 août 1793, il épouse sa cousine Lady Charlotte Hope, deuxième fille de John Hope (2e comte de Hopetoun), et de sa troisième épouse, Lady Elizabeth Leslie, deuxième fille d'Alexander, cinquième comte de Leven et Melville, dont il a quatre fils. L'aîné, John Hope (Lord Hope) (1794–1858), est Solliciteur général pour l'Écosse de 1822 à 1830 - et huit filles. Sa fille cadette Ann Wilhelmina est mariée à Hercules Robertson (Lord Benholme) (en) .
Sa femme est décédée à Édimbourg le 22 janvier 1834, à l'âge de 62 ans .